# Liu Wei
Dans ce nom, le nom de famille, Liu, précède le nom personnel.
Liu Wei, (en chinois : 刘炜, en Hanyu pinyin : Liú Wěi), né le 15 janvier 1980 à Shanghai en Chine, est un joueur de basket-ball chinois, évoluant au poste de meneur.